# Jeanne d'Arc (Thy Majestie)
Jeanne d'Arc è il terzo album in studio del gruppo musicale italiano Thy Majestie, pubblicato nel 2005 dalla Scarlet Records.

## Descrizione
L'album è ispirato alla storia di Giovanna d'Arco.

## Tracce
1. Revelations – 2:07
2. Maiden of Steel – 4:45
3. The Chosen – 6:03
4. Ride to Chignon – 4:30
5. ...For The Orleans – 8:00
6. Up to the Battle – 5:21
7. March of the Brave – 1:04
8. The Rise of a King – 6:29
9. Siege of Paris – 6:22
10. Time to Die – 4:48
11. Inquisition – 1:36
12. The Trial – 9:08